# Josune Ariztondo
Miren Josune Ariztondo Akarregi (Ondárroa, Vizcaya, 7 de julio de 1948) es una química, profesora universitaria y política española.

## Biografía
Licenciada en Química por la Universidad de Zaragoza. Posteriormente estudió en la Universidad del País Vasco (UPV/EHU), cuya tesis -sobre la Didáctica de las Ciencias experimentales- fue la primera presentada y defendida en euskera en la UPV.
Durante 20 años fue profesora en la Escuela de Magisterio de Derio, donde fue Jefa de estudios. Colaboró también con la Universidad Vasca de Verano. Entre 1990 y 1994 fue directora pedagógica de la ikastola Lauro. Autora de libros de texto en euskera. En 1995, tras ser directora de Promoción del Euskera de la Viceconsejería de Política Lingüística del Gobierno Vasco, es nombrada directora de HABE.
En la actualidad es Secretaria del Euzkadi Buru Batzar del Partido Nacionalista Vasco.